# Никулина, Галина Ильинична
Галина Ильинична Никулина (7 февраля 1947, Уруша, СССР — 10 февраля 2020, Санкт-Петербург, Россия) — советская и российская актриса театра и кино, театральный педагог, заслуженная артистка РСФСР (1979).

## Биография
Галина Ильинична Никулина родилась 7 февраля 1947 года в посёлке Уруша Сковородинского района Амурской области. Детство прошло в Семипалатинске. Училась в Казанском театральном училище. После окончания училища играла в Казанском драматическом театре имени Качалова. Вскоре вместе с мужем, актёром того же театра, уехала в Ригу. В 1969 году режиссёр Игорь Владимиров пригласил их в театр им. Ленсовета, где Галина Никулина играла до начала 1990-х годов.
Преподавала сценическую речь в школе-студии «КАДР» при киностудии «Ленфильм».
Умерла на 74-м году жизни 10 февраля 2020 года в Санкт-Петербурге. Похоронена на Красненьком кладбище.

### Семья
- Муж — народный артист России Ефим Айзикович Каменецкий (1935—2021).

## Награды
- Заслуженная артистка РСФСР (05.01.1979).

## Работы в театре

### Театр имени Ленсовета
- «Трёхгрошовая опера» Б. Брехта — Мекки-Нож
- «Преступление и наказание» — Соня Мармеладова
- «Вот какой факт получается…» — Алка
- «Двери хлопают» — Пинки
- «Огонь за пазухой» Кановичюса — Гайле
- «Малыш и Карлсон» Астрид Линдгрен — Малыш
- «Дульсинея Тобосская» — Санчика
- «Люди и страсти» — Мария Стюарт
- «Вишнёвый сад» — Варя

## Фильмография
1. 1966 — Два билета на дневной сеанс — Юля Рубцова, дочь Рубцова, студентка Ленинградской консерватории
2. 1966 — Кто придумал колесо? — Саша
3. 1969 — Проводы белых ночей — Нина Веретенникова
4. 1975 — Агония — певунья
5. 1975 — Ковалёва из провинции — Люся, секретарь суда
6. 1979 — Люди и страсти — гонец («Кавказский меловой круг»), Мария Стюарт («Мария Стюарт»)
7. 1980 — Когда умер святой Патрик? — Натали Максуэлл
8. 1981 — Путешествие в Кавказские горы — мама Бобки
9. 1983 — Эхо дальнего взрыва — Галина Круглова
10. 1984 — Колье Шарлотты — Марина Прыгунова, женщина, приютившая Кораблёва
11. 1992 — Дверь в лето (3-я серия) — мисс Смит
12. 1993 — Тихие страницы
13. 2001—2004 — Чёрный ворон — начальник ЖЭКа
14. 2002 — У нас все дома

### Документальное кино
1. 2012 — Актёрская рулетка. Юрий Каморный